# Glimstedt (släkt)
Glimstedt är en svensk släkt som har sitt namn efter gården Glimmingetorp i Östra Broby socken i Skåne. Alla som bär efternamnet tillhör inte denna släkt.
Äldsta kända stamfader är Niclas Jönsson. Hans son Olof Glimstedt (1766–1846), kyrkoherde i Höja socken, antog släktnamnet. Han var gift med Magdalena Sofia Leche. Deras son Johan Niclas Glimstedt var borgmästare i Ängelholm 1842–1874.  Ivar Glimstedt var upphovsmannen till Advokatfirman Glimstedt.